# Chazey-sur-Ain
Chazey-sur-Ain est une commune française située dans le département de l'Ain, en région Auvergne-Rhône-Alpes. La commune accueille le siège de la communauté de communes de la plaine de l'Ain.
Les habitants de Chazey-sur-Ain s'appellent les Chazeyens.

## Géographie
Chazey-sur-Ain est située sur la rive est de la rivière d'Ain, à environ 20 km au nord de son confluent avec le Rhône. La commune de Chazey est située sur l'axe routier reliant Lyon à Genève. Elle est traversée par l'autoroute A42 ainsi que par la RD 1084. La commune est incluse dans l'aire urbaine de Lyon. Elle est située à 39 km de Lyon (Bellecour), 11 km d'Ambérieu-en-Bugey et 112 km de Genève.

### Communes limitrophes
La superficie de la commune est d'environ 22 kilomètres carrés. Le territoire est essentiellement agricole, avec un paysage de champs, cultures céréalières et de forêts. La commune présente deux types géographiques distincts, entre la partie nord avec la plaine correspondant l'étendue maximale du lit de la rivière d'Ain, et la partie au sud-est en contrefort. Le bourg ancien avec son château domine un méandre de la rivière.
L'habitat est groupé entre le bourg de Chazey et les hameaux de Rignieu-le-Désert, L'Hôpital, Luizard et le Port de Loyes. L'ancien hameau de Blyes est devenu commune en 1853. Une partie de l'ancien camp militaire des Fromentaux est située sur le territoire de la commune mais aussi sur quelques communes voisines : Leyment et Saint-Maurice-de-Rémens.

### Climat
Pour des articles plus généraux, voir Climat d'Auvergne-Rhône-Alpes et Climat de l'Ain.
En 2010, le climat de la commune est de type climat océanique altéré, selon une étude du CNRS s'appuyant sur une série de données couvrant la période 1971-2000. En 2020, Météo-France publie une typologie des climats de la France métropolitaine dans laquelle la commune est dans une zone de transition entre le climat semi-continental et le climat de montagne et est dans la région climatique Bourgogne, vallée de la Saône, caractérisée par un bon ensoleillement (1 900 h/an), un été chaud (18,5 °C), un air sec au printemps et en été et des vents faibles.
Pour la période 1971-2000, la température annuelle moyenne est de 11,6 °C, avec une amplitude thermique annuelle de 17,9 °C. Le cumul annuel moyen de précipitations est de 1 060 mm, avec 10,5 jours de précipitations en janvier et 7,4 jours en juillet. Pour la période 1991-2020, la température moyenne annuelle observée sur la station météorologique de Météo-France la plus proche, « Ambérieu », sur la commune de Château-Gaillard à 10 km à vol d'oiseau, est de 11,9 °C et le cumul annuel moyen de précipitations est de 1 117,5 mm,. Pour l'avenir, les paramètres climatiques de la commune estimés pour 2050 selon différents scénarios d'émission de gaz à effet de serre sont consultables sur un site dédié publié par Météo-France en novembre 2022.

## Urbanisme

### Typologie
Au 1er janvier 2024, Chazey-sur-Ain est catégorisée commune rurale à habitat dispersé, selon la nouvelle grille communale de densité à 7 niveaux définie par l'Insee en 2022.
Elle est située hors unité urbaine. Par ailleurs la commune fait partie de l'aire d'attraction de Lyon, dont elle est une commune de la couronne,. Cette aire, qui regroupe 397 communes, est catégorisée dans les aires de 700 000 habitants ou plus (hors Paris),.

### Occupation des sols
L'occupation des sols de la commune, telle qu'elle ressort de la base de données européenne d’occupation biophysique des sols Corine Land Cover (CLC), est marquée par l'importance des territoires agricoles (73,2 % en 2018), en diminution par rapport à 1990 (74,1 %). La répartition détaillée en 2018 est la suivante : 
terres arables (69,5 %), forêts (7,7 %), milieux à végétation arbustive et/ou herbacée (6,7 %), zones urbanisées (5,7 %), eaux continentales (3,3 %), zones agricoles hétérogènes (2,4 %), espaces verts artificialisés, non agricoles (2,1 %), zones industrielles ou commerciales et réseaux de communication (1,3 %), prairies (1,2 %).
L'évolution de l’occupation des sols de la commune et de ses infrastructures peut être observée sur les différentes représentations cartographiques du territoire : la carte de Cassini (XVIIIe siècle), la carte d'état-major (1820-1866) et les cartes ou photos aériennes de l'IGN pour la période actuelle (1950 à aujourd'hui).

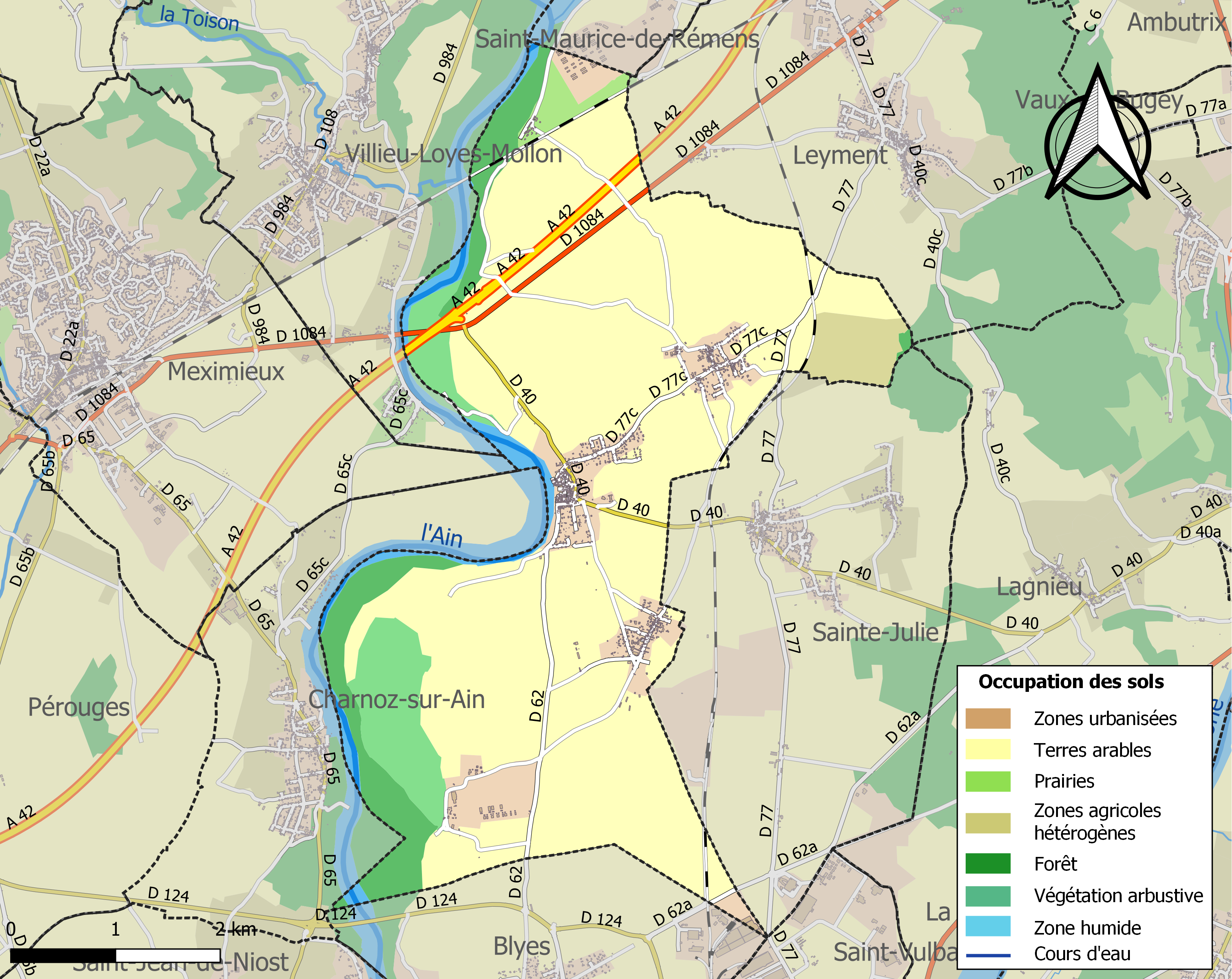
Carte des infrastructures et de l'occupation des sols de la commune en 2018 (CLC).

## Histoire
Chazey-sur-Ain était autrefois enfermée dans une enceinte dont on trouve quelques restes.
Le village est mentionné dès le XIIe siècle et s'est appelé Chazey-en-Bugey.
En novembre 1332, la ville est brûlée par les Savoyards lors de la guerre qui oppose ces derniers aux dauphins de Viennois.
Ancienne section de la commune, Blyes en est détachée pour former une commune à la suite d'un décret du 16 mai 1863 signé par Napoléon III.

## Politique et administration

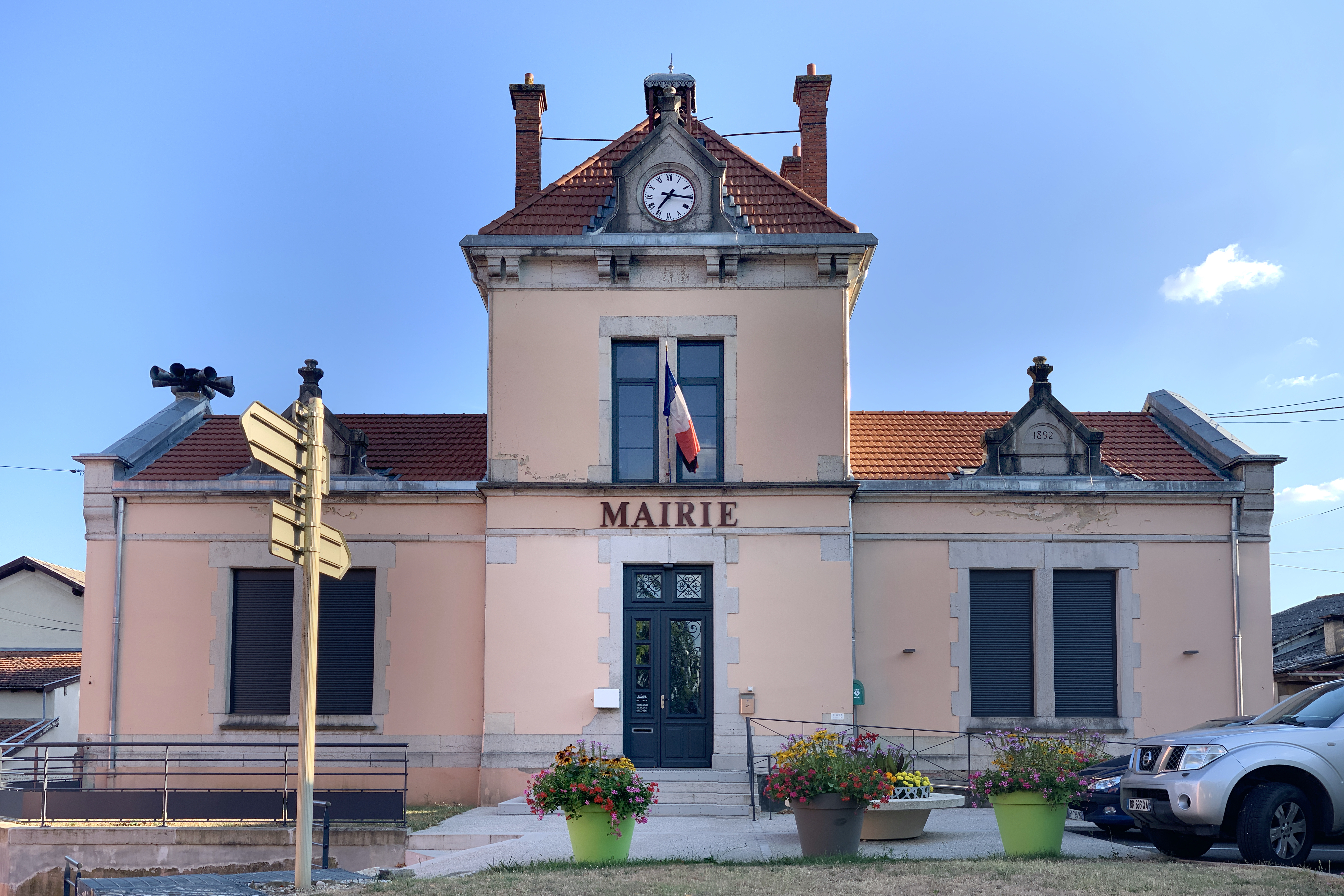
Mairie.

| Période                                  | Période  | Identité             | Étiquette | Qualité                                                              |
| ---------------------------------------- | -------- | -------------------- | --------- | -------------------------------------------------------------------- |
| 1977                                     | 2020     | René Dulot           |           | Retraité Fonction publique Réélu en 1983,1989,1995,2001,2008 et 2014 |
| 2020                                     | En cours | Claire André-Brigard | LREM      | Cheffe d'entreprise, suppléante du député Romain Daubié depuis 2022  |
| Les données manquantes sont à compléter. |          |                      |           |                                                                      |

## Démographie
L'évolution du nombre d'habitants est connue à travers les recensements de la population effectués dans la commune depuis 1793. Pour les communes de moins de 10 000 habitants, une enquête de recensement portant sur toute la population est réalisée tous les cinq ans, les populations de référence des années intermédiaires étant quant à elles estimées par interpolation ou extrapolation. Pour la commune, le premier recensement exhaustif entrant dans le cadre du nouveau dispositif a été réalisé en 2005.
En 2022, la commune comptait 1 613 habitants, en évolution de +6,61 % par rapport à 2016 (Ain : +5,15 %, France hors Mayotte : +2,11 %).
| 1793 | 1800 | 1806 | 1821  | 1831  | 1836  | 1841  | 1846  | 1851  |
| ---- | ---- | ---- | ----- | ----- | ----- | ----- | ----- | ----- |
| 713  | 771  | 940  | 1 107 | 1 120 | 1 156 | 1 102 | 1 122 | 1 161 |

| 1856  | 1861  | 1866 | 1872 | 1876 | 1881 | 1886 | 1891 | 1896 |
| ----- | ----- | ---- | ---- | ---- | ---- | ---- | ---- | ---- |
| 1 256 | 1 161 | 800  | 771  | 772  | 698  | 665  | 646  | 644  |

| 1901 | 1906 | 1911 | 1921 | 1926 | 1931 | 1936 | 1946 | 1954 |
| ---- | ---- | ---- | ---- | ---- | ---- | ---- | ---- | ---- |
| 650  | 587  | 570  | 486  | 438  | 466  | 469  | 484  | 478  |

| 1962 | 1968 | 1975 | 1982 | 1990 | 1999  | 2005  | 2006  | 2010  |
| ---- | ---- | ---- | ---- | ---- | ----- | ----- | ----- | ----- |
| 442  | 524  | 651  | 695  | 895  | 1 200 | 1 329 | 1 339 | 1 464 |

| 2015  | 2020  | 2022  | - | - | - | - | - | - |
| ----- | ----- | ----- | - | - | - | - | - | - |
| 1 516 | 1 590 | 1 613 | - | - | - | - | - | - |

## Économie

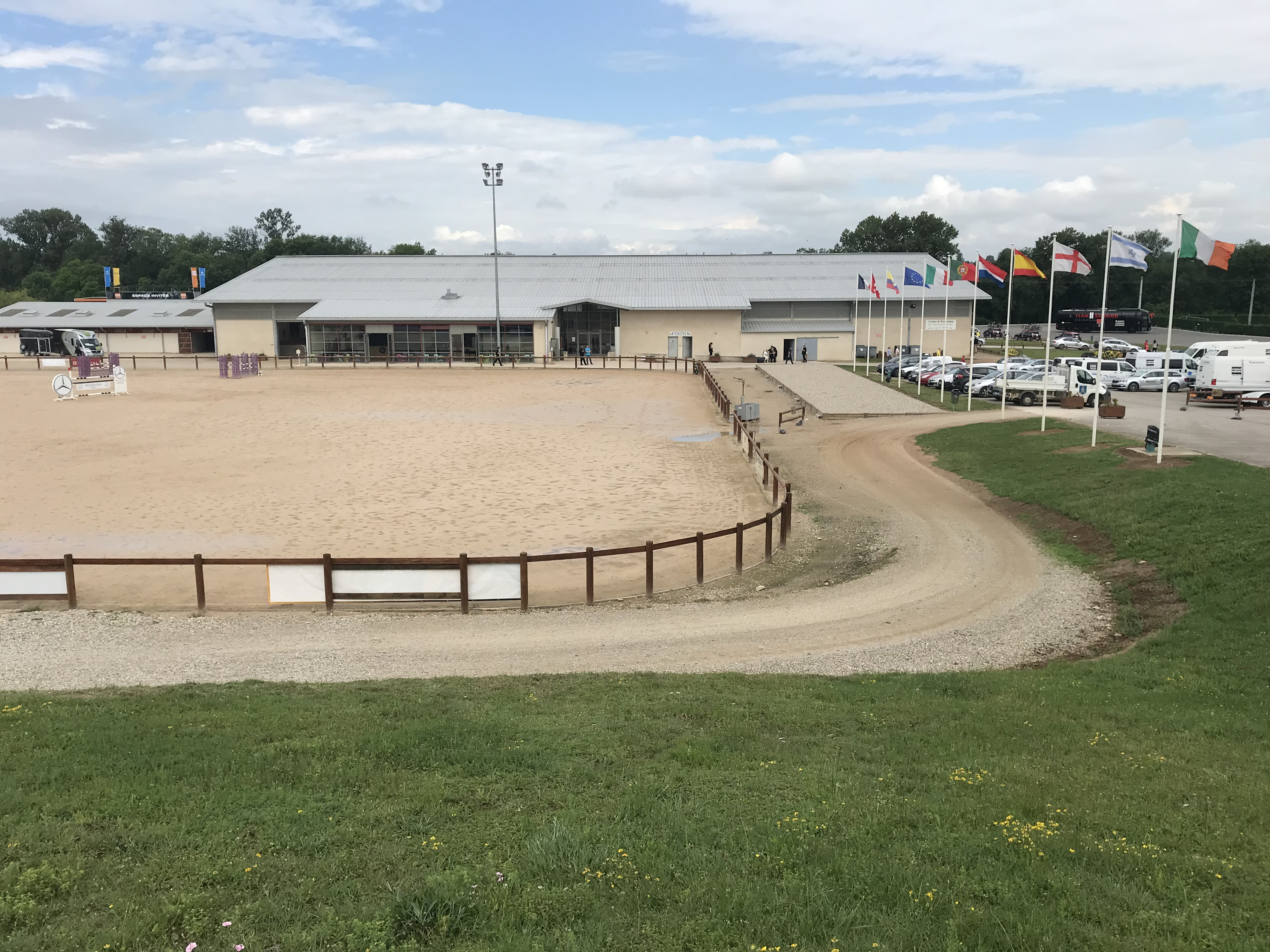
Vue d'une partie du Parc du cheval.

La commune abrite le Parc du Cheval depuis juin 2006, grand centre d'entrainement hippique de Lyon de niveau européen.

## Culture et patrimoine

### Lieux et monuments

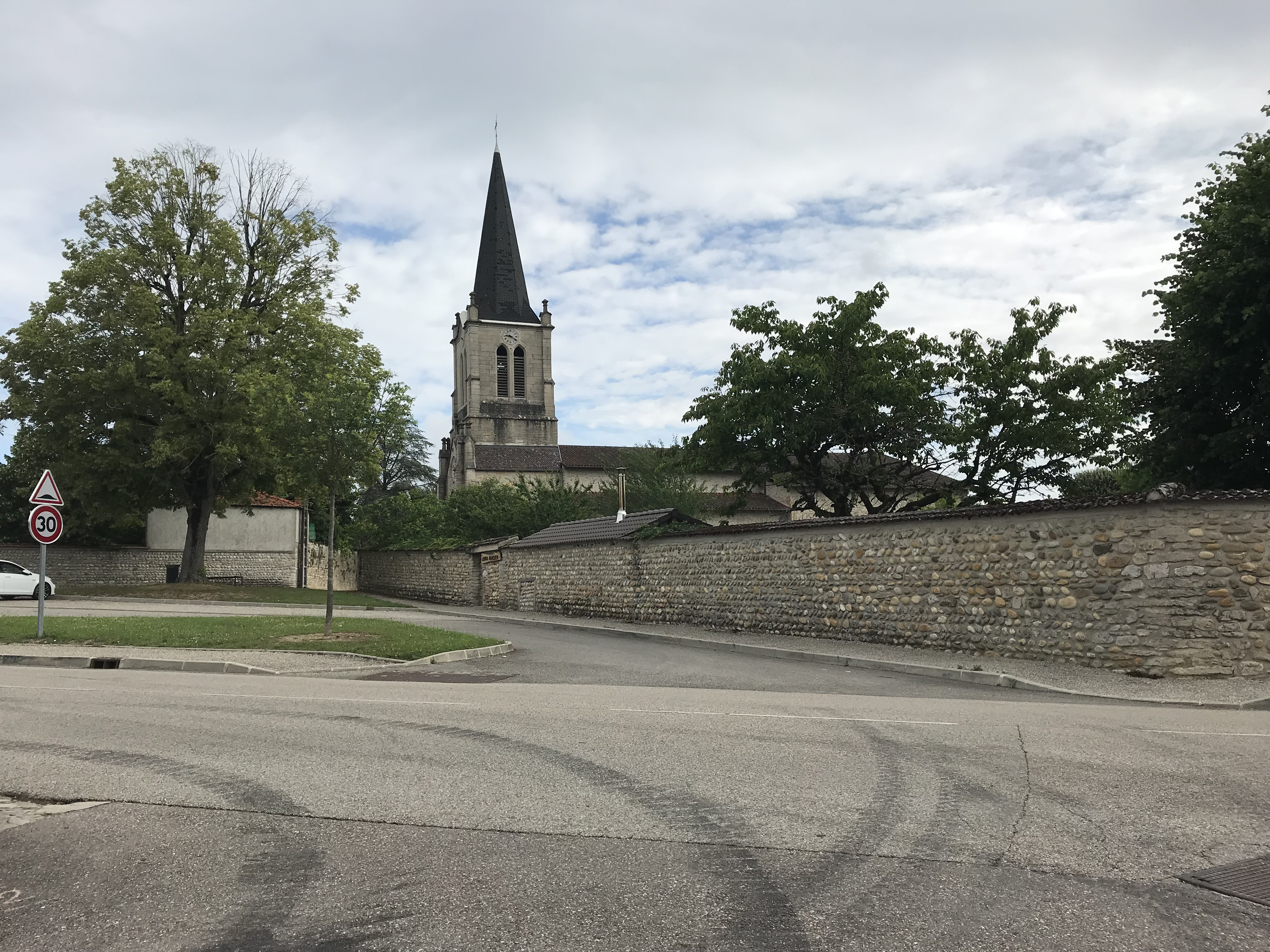
Vue de l'église de Chazey-sur-Ain.

- Château de Chazey-sur-Ain. Construit dans la partie la plus élevée du bourg, l'ancien château fort, centre de la seigneurie de Chazey, fut fondé au XIIe siècle ? par les sires de Coligny, puis passa aux dauphins de Viennois au XIIIe siècle par lesquels il parvient en 1349 au roi de France qui le céda par échange aux comtes de Savoie en 1355[20]. Remanié au XVe, et restauré au XIXe siècle, le château est inscrit au titre des monuments historiques par arrêté du 18 février 1987[21].
- Église Saint-Pierre-et-Saint-Paul de Chazey-sur-Ain.
- Église Saint-André de Rignieu-le-Désert.
- Chapelle Notre-Dame-du-Bon-Secours de l'Hôpital.
- Parc du Cheval destiné à l'équitation et aux sports équestres.

### Personnalités liées à la commune
- Louis Dupuy (1709 - 1795), érudit français, né dans la commune.
- Charles III de Savoie né au château le 10 octobre 1486 ; mort à Verceil (Vercelli en italien) le 17 août 1553, duc de Savoie et prince de Piémont.

### Héraldique
| Blason de Chazey-sur-Ain | Blason  | D'azur au chevron abaissé sommé d'un donjon couvert, ouvert et ajouré du champ, flanqué de deux tourelles aussi couvertes, accompagné en pointe d'un poisson, le tout d'argent. |
| Blason de Chazey-sur-Ain | Détails | |